# ビンタン (ビール)

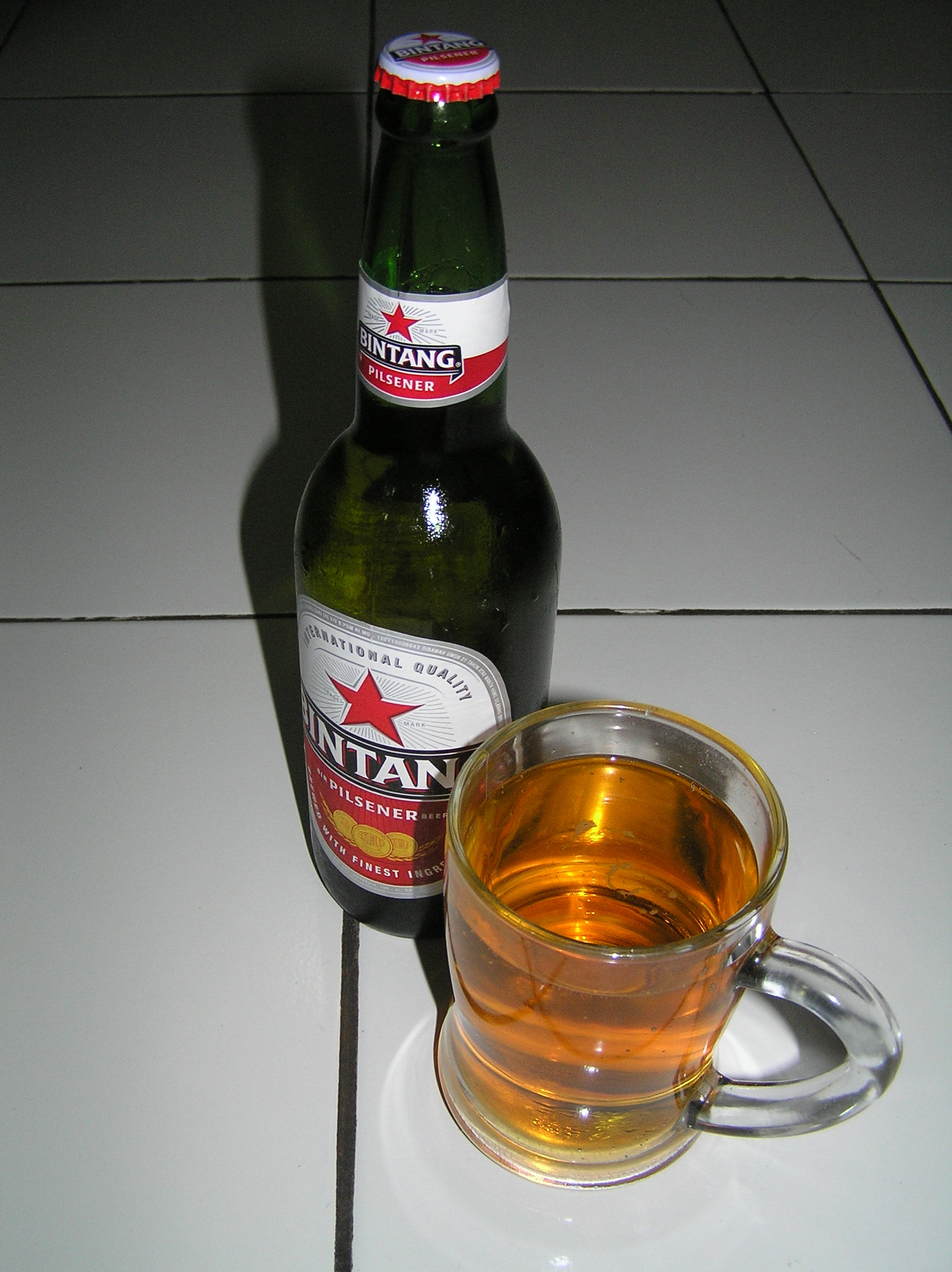
ビンタンビール

ビンタン (インドネシア語：Bir Bintang、ビル・ビンタン) はインドネシアのピルスナータイプのビール。インドネシアを代表するビールで、辛口だが後味はすっきりしている。
製造元は P.T. Multi Bintangで、インドネシアの旧宗主国であるオランダ発祥のハイネケングループに属している。植民地時代に作られたハイネケンの製造工場で造り始められたため、味やボトルデザインが似ている。
日本国内でも通販などで最もポピュラーな330ml壜入りのものが入手可能。
ビンタン（Bintang)とはインドネシア語で「星」という意味であり、ビールのラベルに赤い一つ星があしらわれている（元となったハイネケンにも存在する）。ビンタン島もカタカナにすると同じ“ビンタン”であるが、Bintan と綴りも発音も違う。n と ng の違いは日本語では区別されていないため混同されるケースが多い。